# Дустлік (Кашкадар'їнська область)
Дустлік (узб. Do’stlik, Дўстлик) — міське селище в Узбекистані, в Касбинському районі Кашкадар'їнської області.
Статус міського селища з 2009 року.